# Pihlalaid
Pihlalaid est une île d'Estonie.